# Еммертінг
Еммертінг (нім. Emmerting) — громада в Німеччині, розташована в землі Баварія. Підпорядковується адміністративному округу Верхня Баварія. Входить до складу району Альтеттінг. Центр об'єднання громад Еммертінг.
Площа — 14,08 км2. Населення становить 4154 ос. (станом на 31 грудня 2020).

## Галерея

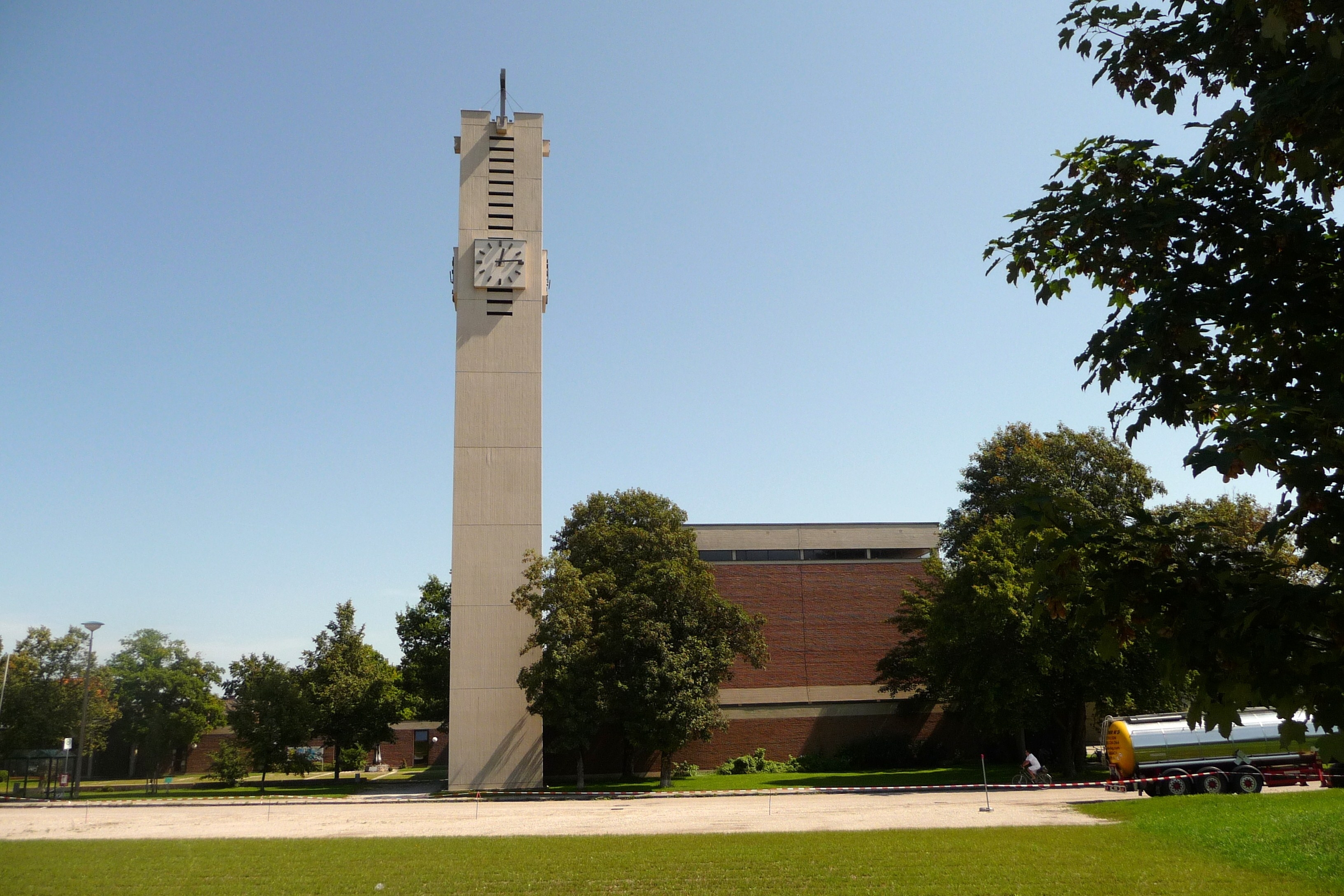